# Station Hanazonocho
Station Hanazonocho  (花園町駅,  Hanazonochō-eki) is een metrostation in de wijk Nishinari-ku in Osaka, Japan. Het wordt aangedaan door de Yotsubashi-lijn.

## Lijnen

### Yotsubashi-lijn(stationsnummer Y17)
| 1 | ■ Yotsubashi-lijn | richting Suminoekōen                      |
| 2 | ■ Yotsubashi-lijn | richting Daikokuchō, Namba en Nishi-Umeda |

## Geschiedenis
Het station werd samen met Daikokuchō in 1942 geopend als eerste gedeelte van de Yotsubashi-lijn, maar vanwege de oorlog werd de bouw gestaakt.

## Overig openbaar vervoer
Bussen 48 en 52

## Stationsomgeving
- Station Haginochaya voor de Koya-lijn
- McDonald's
- Hoofdkantoor van Izumiya
- Autoweg 26
- Tsurumibashi winkelpromenade
- Super Tamade (supermarkt)
- Life (supermarkt)

Nishi-Umeda · Higobashi · Hommachi · Yotsubashi · Namba · Daikokuchō · Hanazonochō · Kishinosato · Tamade · Kita-Kagaya · Suminoekōen